# Фабер, Феликс
Феликс Фабер, или Фабри (лат. Felix Faber, или Fabri, нем. Felix Schmid; 1438/1439 или 1441, Цюрих — 14 марта 1502, Ульм) — немецкий историк и путешественник, монах-доминиканец.

## Биография
Родился около 1438/1439 года, по другим данным, в 1441 году в Цюрихе в дворянской семье Иоста Шмидта и Клары фон Инах. Был племянником героя Старой Цюрихской войны бургомистра Рудольфа Штусси. 
С 1453/1454 года воспитывался в монастыре доминиканцев в Базеле, где изучал также богословие. Не получив учёной степени, свободно владел латынью, не освоив, однако, в должной мере ни греческий, ни древнееврейский. 
В 1468 году осел в доминиканском монастыре в Ульме, где и проживал вплоть до своей смерти, периодически совершая поездки по делам ордена, в том числе в Кольмар, Аахен, Констанц, Нюрнберг, Венецию и Рим. Несмотря на то, что в 1470-х годах он славился в Ульме как проповедник, большинство его богословских сочинений не сохранилось.
Дважды, в 1480 и 1483-1484 годах, совершал паломничества в Святую Землю, подробно описав их в 1494 году на латыни в трёхтомном отчёте под заглавием «Описание путешествия в Святую Землю, Аравию и Египет» (лат. Evagatorium in Terrae Sanctae, Arabiae et Egypti peregrinationem). Краткое изложение его на немецком языке напечатано было в Ульме ещё в 1556 году. 
Второе путешествие Фабера было также описано его спутником Бернардом Брейденбахским, деканом монастыря в Майнце, сочинение которого было издано в 1864 году в Мюнхене Антоном Бирлингером.
Полная научная публикация записок Фабера была подготовлена в 1848-1849 годах профессором теологии Конрадом Дитрихом Хасслером для Штутгартского литературного общества. 
В 1488 году Фабер составил также по заказу местных городских властей двухтомный «Трактат об Ульме» (лат. Tractatus de Civitae Ulmensi). 
Является также автором «Истории свевов» (лат. Historia Sueyorum, 1489), посвященной истории Швабии, в основу которой, помимо других источников, положено было сочинение хрониста XIV века Генриха Трухзеса из Констанца. Оставшаяся незавершённой, она впервые была напечатана в 1604 году во Франкфкурте швейцарским историком-гуманистом Мельхиором Гольдастом.
Написал также житие Св. Генриха Сузо (XIII в.).